# Alfred Eden-Bant
Alfred Eden-Bant (* 22. März 1898 in Bant; † 24. März 1974 in Wilhelmshaven; eigentlich Alfred Eden) war ein norddeutscher Zeichner, Radierer und Maler (unter anderem Bühnenmaler). 

## Leben
Nach der Schule erlernte er das Schmiedehandwerk und wandte sich erst ab 1923 der Malerei zu. Ab Mitte der 1920er Jahre verdiente er sich seinen Lebensunterhalt als Bühnenmaler im Schauspielhaus und bei der Niederdeutschen Bühne in Wilhelmshaven. In dieser Zeit nahm er erstmals an einer Ausstellung in der Wilhelmshavener Kunsthalle teil. Es folgten weitere Einzelausstellungen in Oldenburg und Bremen. Nach dem Zweiten Weltkrieg arbeitete er an verschiedenen Schulen in Wilhelmshaven als Kunsterzieher, bevor er eine Tätigkeit als Angestellter im Wasser- und Schifffahrtsamt Wilhelmshaven aufnahm.
Alfred Eden-Bant starb 1974 zwei Tage nach seinem 76. Geburtstag. 
Er war seit 1948 Mitglied im Bund Bildender Künstler Nordwestdeutschland.

## Ausstellungen
- 1974: Gedächtnisausstellung, Wilhelmshaven, Kunsthalle
- 2000: Gedächtnisausstellung anlässlich des 25. Todestages, Wilhelmshaven, Küstenmuseum

## Werk
Alfred Eden-Bant war Autodidakt und bevorzugte in seinem frühen Werk die Darstellung sozialer Themen. Später widmete er sich bevorzugt der Heimatmalerei. In Ölbildern, Aquarellen und Radierungen stellte er insbesondere die Marschlandschaft, die Sielhäfen und die historischen Stätten der Wilhelmshavener Umgebung in den Vordergrund seiner künstlerischen Tätigkeit.
- 1934: Pflügender Bauer (Öl auf Karton, 6 × 80 cm), Wilhelmshaven, Städtische Gemäldesammlung
- um 1935: Reiter am Strand (Öl auf Leinwand, 60 × 80 cm), Wilhelmshaven, Städtische Gemäldesammlung
- 1944: Landschaft (Öl auf Karton, 49,3 × 69,9 cm), Wilhelmshaven, Städtische Gemäldesammlung
- o. J. Neuender Kirche (Radierung, 16 × 13,5 cm), Wilhelmshaven, Städtische Gemäldesammlung